# Dialetto auregnais
L'auregnais o aurignais (in auregnais aoeur'gnais/auregnais; in inglese auregnais) è il dialetto normanno utilizzato in passato sull'isola anglo-normanna di Aurigny.
Anche se estinta, tuttora la possiamo ritrovare in molti nomi di luoghi, anche se non dappertutto. Una o due parole dell'inglese locale, per es. vraic (varech) e la pronuncia di certi nomi locali, per es. Dupont e Simon si rendono con Dippoh e Sumon, piuttosto che alla maniera parigina standard.
Ci sono diverse cause che hanno portato alla sua scomparsa. L'afflusso di lavoratori del Regno Unito (impiegati dal governo britannico nella costruzione abortita del progetto del porto e altre fortificazioni) e la permanenza di una consistente guarnigione britannica tra la scarsa popolazione hanno portato a una situazione nella quale (come sottilinea il giornale di Guernesey, Le Bailliage, nel 1880) i bambini avevano smesso ormai di parlare la lingua tra di loro. Si è detto che l'evacuazione di quasi tutti gli aurignesi autoctoni verso il continente britannico durante la seconda guerra mondiale (l'isola venne occupata e pesantemente fortificata dai tedeschi) è stato l'elemento che ha contribuito in maniera determinate all'estinzione della lingua orale.
Un'altra ragione fu la trascuratezza ufficiale, soprattutto nel settore dell'educazione, dato che il dialetto non veniva più insegnato. Il dialetto ha sofferto molto in questi ultimi anni a causa di una grande afflusso di esiliati in fuga dal fisco inglese che si sono trasferiti sull'isola, in quanto Aurigny è un paradiso fiscale.
Nel 1966 il francese ha cessato di essere una delle lingue ufficiali sull'isola. È interessante notare che il francese ufficiale utilizzato nelle isole anglo-normanne differisce molto dal normanno vernacolare.
Pochissimo dell'aurignese sopravvive nello scritto. È inoltre simile al guernesiano (di Guernesey), al jersiano (di Jersey), al sercquiano (di Sercq), ai dialetti delle isole vicine, così come al normanno continentale.